# Alvar Jansson
Erik Alvar Jansson, född 30 november 1922 i Kiruna, död 11 januari 1991 i Stockholm, var en svensk målare och konstpedagog.
Alvar Jansson växte upp i en gruvarbetarfamilj i Kiruna och om man var gruvarbeteson däruppe, hade man, enligt honom själv, endast två arbetsplatser att välja på gruvan eller järnvägen. Alvar valde järnvägen men han stannade endast ett år. Hans stora intresse var att teckna och måla och under några semesterdagar i december 1941 reste han till Stockholm, tog kontakt med Isaac Grünewald, (det var den konstnär som han kände till i Stockholm), för att få råd av honom ifall hans anlag och talang var tillräckligt stora för att ägna sig åt konstnärskallet. Grünewald tyckte att hans kvaliteter dög och skrev ett rekommendationsbrev om 6 månaders tjänstledighet. Detta beviljades dock inte och Alvar sa upp sig och började på Grünewalds målarskola januari 1942, nästan tjugo år gammal.
Efter kriget 1947 började han på Konstakademien där han bland annat fick Ragnar Sandberg som lärare. Redan vid denna tid hade Alvar Jansson en klar uppfattning om att inte låta sig påverkas och styras av trender och tidsanda. På sina första utställningar i Stockholm 1955, 1957 och  1960, blev han betraktad som en enstöring, som målade tvärtemot alla rådande konstriktningar. Han skildrade realistiskt och i dämpade färger människor, djur och natur. De ämnen han då valde, återkom i hans motivval under hela hans liv. Ofta var det hemmiljön i Kiruna, gruvarbetare på hemväg från arbetet, gruvarbetarnas omklädningsrum med gamla och helt unga arbetare, en skadad arbetare som bärs iväg av sin arbetskamrater. Men även inträngande porträtt och sensuella modellmålningar utgör en viktig del av hans produktion.
Alvar Janssons måleri kan kallas realistiskt, ett klassiskt måleri med inspiration och idéer från de stora mästarna Tizian, El Greco, Chardin, Francisco de Goya eller Munch, med vilka han också kände sig besläktad och han hävdade: "Nej, jag har inte upptäckt något nytt - men jag har upptäckt något gammalt". Han avfärdade den nya konsten som spekulativ, för att den sneglar mot åskådaren och kräver dess medverkan istället för att vara sig själv nog. "Måleri", sa han "har mer att göra med en slags psykisk geometri och mekanik i ett ogripbart rum där en kålrot inte är en rund form, inte en färgyta, inte en volym, inte ens en kålrot - utan något så konstigt som en målad kålrot". Det som var drivkraften för Alvar Jansson var glädjen att se, lusten att återge det sedda.
Åren 1974–1976 var Jansson föreståndare för Valands konstskola i Göteborg och 1978–1984 var han professor i måleri vid Konsthögskolan i Stockholm. Alvar Jansson är begravd på Norra begravningsplatsen utanför Stockholm.

## Representerad
- Moderna museet [5]
- Statens porträttsamling
- Göteborgs konstmuseum [6]
- Borås konstmuseum
- Norrköpings konstmuseum
- Konstmuseet i Skövde
- Sundsvalls museum
- Bonniers porträttsamling